# Earl of Tullibardine
Earl of Tullibardine ist ein britischer Adelstitel, der in der Peerage of Scotland zweimal als erblicher Titel und einmal auf Lebenszeit verliehen wurde. Der Titel ist nach dem ursprünglichen Familiensitz der Earls, Tullibardine Castle in Perthshire benannt.

## Verleihungen und Geschichte des Titels
Erstmals wurde der Titel am 10. Juli 1606 an den Höfling John Murray, 1. Lord Murray of Tullibardine, vom Clan Murray, verliehen, zusammen mit dem nachgeordneten Titel Lord Murray, Gask and Balquhidder. Bereits am 25. April 1604 war ihm der fortan ebenfalls nachgeordnete Titel Lord Murray of Tullibardine verliehen worden. Dessen ältester Sohn, der 2. Earl, dessen einziger Sohn Hon. John Murray († 1642) aus dem Recht seiner Mutter Anspruch auf den Titel Earl of Atholl hatte (und 1629 1. Earl of Atholl wurde), verzichtete am 1. April 1626 zugunsten der Krone auf seine Titel und ermöglichte damit, dass diese an seinen nächstjüngeren überlebenden Bruder Sir Patrick Murray (1578–1644) neu verliehen wurden.
Entsprechend wurde der Titel des Earl of Tullibardine am 30. Januar 1628 in zweiter Verleihung für Sir Patrick Murray neu geschaffen, zusammen mit dem nachgeordneten Titel Lord Murray, Gask and Balquhidder. Die Verleihung erfolgte mit dem besonderen Zusatz, dass die Titel an jedweden männlichen Erben (heirs male whatsoever) vererbbar seien und hinsichtlich der protokollarischen Rangordnung als 1606 verliehen gelten sollen. Nachdem dessen einziger Sohn, der 2. Earl, 1670 starb, ohne männliche Nachkommen zu hinterlassen, fielen die Titel an seinen Neffen zweiten Grades John Murray, 2. Earl of Atholl (1631–1703) als 3. Earl of Tullibardine beerbte. Dieser hatte 1642 von seinem Vater den Titel Earl of Atholl geerbt. Am 17. Februar 1676 wurden ihm die Titel Marquess of Atholl, Viscount of Balquhidder und Lord Murray, Balvany and Gask verliehen. Dessen ältester Sohn, Lord John Murray, wurde bereits am 27. Juli 1696 auf Lebenszeit zum Earl of Tullibardine, Viscount Glenalmond und Lord Murray erhoben, bevor er seinen Vater 1703 als 2. Marquess of Atholl beerbte. Ebendieser wurde am 30. Juni 1703 zum Duke of Atholl erhoben, zusammen mit den nachgeordneten Titeln Marquess of Tullibardine, Earl of Strathtay and Strathardle, Viscount of Balwhidder, Glenalmond and Glenlyon. Das 1628 geschaffene Earldom of Tullibardine ist seither ein nachgeordneter Titel des jeweiligen Dukes of Atholl.

## Liste der Earls of Tullibardine

### Earls of Tullibardine, erste Verleihung (1606)
- John Murray, 1. Earl of Tullibardine († um 1613)
- William Murray, 2. Earl of Tullibardine (um 1574–1627) (Titelverzicht 1626)

### Earls of Tullibardine, zweite Verleihung (1628/1606)
- Patrick Murray, 1. Earl of Tullibardine (1578–1644)
- James Murray, 2. Earl of Tullibardine (1617–1670)
- John Murray, 1. Marquess of Atholl, 3. Earl of Tullibardine (1631–1703)
- John Murray, 1. Duke of Atholl, 4. Earl of Tullibardine, Earl of Tullibardine (1660–1724)
- James Murray, 2. Duke of Atholl, 5. Earl of Tullibardine (1690–1764)
- John Murray, 3. Duke of Atholl, 6. Earl of Tullibardine (1729–1774)
- John Murray, 4. Duke of Atholl, 7. Earl of Tullibardine (1755–1830)
- John Murray, 5. Duke of Atholl, 8. Earl of Tullibardine (1778–1846)
- George Murray, 6. Duke of Atholl, 9. Earl of Tullibardine (1814–1864)
- John Stewart-Murray, 7. Duke of Atholl, 10. Earl of Tullibardine (1840–1917)
- John Stewart-Murray, 8. Duke of Atholl, 11. Earl of Tullibardine (1871–1942)
- James Stewart-Murray, 9. Duke of Atholl, 12. Earl of Tullibardine (1879–1957)
- George Murray, 10. Duke of Atholl, 13. Earl of Tullibardine (1931–1996)
- John Murray, 11. Duke of Atholl, 14. Earl of Tullibardine (1929–2012)
- Bruce Murray, 12. Duke of Atholl, 15. Earl of Tullibardine (* 1960)

Titelerbe (Heir apparent) ist der älteste Sohn des aktuellen Titelinhabers Michael Murray, Marquess of Tullibardine (* 1985).